# Easy Living (альбом Эллы Фицджеральд)
Easy Living — пятьдесят третий студийный альбом американской джазовой певицы Эллы Фицджеральд, записанный совместно с гитаристом Джо Пассом в 1986 году на студии Pablo Records. Пластинка является последним плодом сотрудничества Фицджеральд и Пасса, до этого они уже записали три альбома: Take Love Easy (1973), Fitzgerald and Pass… Again (1976) и Speak Love (1983).

## Список композиций
| №                   | Название                                     | Текст песни         | Музыка                      | Длительность |
| ------------------- | -------------------------------------------- | ------------------- | --------------------------- | ------------ |
| 1.                  | «My Ship»                                    | Айра Гершвин        | Курт Вайль                  | 4:26         |
| 2.                  | «Don’t Be That Way»                          | Митчелл Пэриш       | Бенни Гудмен, Эдгар Сэмпсон | 3:00         |
| 3.                  | «My Man»                                     | Альберт Виллеметц   | Чэннинг Поллок              | 3:28         |
| 4.                  | «Don’t Worry ’Bout Me»                       | Тед Колер           | Руби Блум                   | 2:46         |
| 5.                  | «Days of Wine and Roses»                     | Джонни Мёрсер       | Генри Манчини               | 3:04         |
| 6.                  | «Easy Living»                                | Лео Рубин           | Ральф Раингер               | 4:14         |
| 7.                  | «I Don’t Stand a Ghost of a Chance with You» | Бинг Кросби         | Виктор Янг                  | 6:02         |
| 8.                  | «Love for Sale»                              | Коул Портер         | Коул Портер                 | 4:38         |
| 9.                  | «Moonlight in Vermont»                       | Джек Блэкбёрн       | Карл Сюэссдорф              | 4:20         |
| 10.                 | «On Green Dolphin Street»                    | Нед Вашингтон       | Бронислав Капер             | 3:25         |
| 11.                 | «Why Don’t You Do Right?»                    | Канзас Джо Маккой   | Канзас Джо Маккой           | 2:56         |
| 12.                 | «By Myself»                                  | Ховард Дитц         | Артур Шварц                 | 3:26         |
| 13.                 | «I Want a Little Girl»                       | Билли Молл          | Мюррей Менчер               | 2:46         |
| 14.                 | «I’m Making Believe»                         | Мак Гордон          | Джеймс В. Монако            | 2:38         |
| 15.                 | «On a Slow Boat to China»                    | Фрэнк Лоссер        | Фрэнк Лоссер                | 5:05         |
| Общая длительность: | Общая длительность:                          | Общая длительность: | Общая длительность:         | 56:14        |

## Избранные участники записи
- Элла Фицджеральд — вокал.
- Джо Пасс — гитара.